# Helenalina
Helenalina es una lactona sesquiterpenica con potentes efectos antiinflamatorios y antitumorales, se encuentra en Arnica montana y Arnica chamissonis foliosa. Es el compuesto principal responsable de los efectos terapéuticos del Arnica.
Aunque no está completamente dilucidado como las lactonas sesquiterpénicas ejercen sus efectos antiinflamatorios, la helenalina ha mostrado inhibir selectivamente el factor de transcripción NF-κB, que juega un rol clave en la regulación de la respuesta immune, a través de un mecanismo único.
In vitro, es un selectivo y potente inhibidor de telomerasa humana. 

—lo que puede parcialmente contabilizar para sus efectos antitumorales.
Tiene efectos anti-trypanosomal,
 
y es tóxica para Plasmodium falciparum.
Estudios in vitro y en animales han sugerido que puede reducir el crecimiento de Staphylococcus aureus y la reducir la severidad de la infección con S. aureus

Helenalina es un compuesto altamente tóxico, siendo particularmente vulnerables a sus efectos, los tejidos hepáticos y linfáticos.